# Логотипный набор
Логотипный набор — форма ручного набора, где шрифт состоит из слов или частей слов, а не отдельных букв. Данную систему набора использовали для производства большого числа книг в XVIII веке, а также The Times и The Daily Universal Register.
В числе книг, изданных с помощью логотипного набора — «История торговли» в четырёх томах Адама Андерсона, 1787—1789 гг.